# Rhodocybe popinalis
Rhodocybe popinalis (Fr.) Singer 1951 —o su sinónimo Rhodocybe mundula (Lasch) Singer 1951— es un hongo basidiomiceto de la familia Entolomataceae. En Europa es una especie escasa. Crece en suelos calizos, entre restos de madera y hojas, o entre agujas  de pino, y su seta, o cuerpo fructífero, aflora a finales de verano y en otoño. Tiene un sabor muy amargo, por lo que no se le considera comestible. El basónimo de esta especie es Agaricus popinalis Fr. 1821.

## Descripción
Su seta presenta un sombrero grisáceo de entre 3 y 7 centímetros de diámetro, con centro deprimido y borde enrollado en ejemplares viejos. Al tocarlo produce manchas de color grisáceo, sobre todo en la zona más próxima a los bordes. Las laminillas son grisáceas, decurrentes, estrechas y tupidas. El pie también es gris, algo más claro en la base, corto y no muy grueso. Su carne es amarillenta pálida, más oscura en la zona del pie. Es de sabor amargo, y presenta un olor parecido al de la harina rancia. La esporada es de color rosa pálido.